# Hönow (metrostation)
Hönow is een station van de metro van Berlijn, gelegen aan de kruising van de Böhlener Straße en de Mahlsdorfer Straße in het stadsdeel Hellersdorf. Het metrostation werd geopend op 1 juli 1989 en is het oostelijke eindpunt van lijn U5. De naam van het station verwijst naar het nabijgelegen dorp Hönow in het Brandenburgse kreis Märkisch-Oderland. Op het moment van zijn opening lag station Hönow, net als Louis-Lewin-Straße, ook daadwerkelijk buiten de grenzen van Berlijn. Bij een grenscorrectie in oktober 1990 werd een deel van Hönow echter bij de hoofdstad gevoegd en sindsdien liggen alle Berlijnse metrostations weer binnen de stadsgrenzen.
Hönow is zowel het meest oostelijke als het hoogst gelegen (ruim 50 meter boven NN) metrostation van Berlijn. Het bovengrondse kopstation heeft drie sporen en twee perrons, waarvan het zuidelijke niet overdekt is. Aan de oostzijde van het station komen de perrons op maaiveldniveau uit aan de Mahlsdorfer Straße; aan het westelijke uiteinde leidt een voetgangersbrug over de sporen naar de Böhlener Straße. Zoals alle stations aan de in de jaren 1988-89 geopende verlenging van de U5 werd het ontworpen door het Entwurfs- und Vermessungsbetrieb der Deutschen Reichsbahn ("Ontwerp- en Kadasterdienst van de DR") en kreeg het een zuiver functioneel uiterlijk. Ten westen van station Hönow bevindt zich een opstelterrein voor metrostellen, dat echter nog maar weinig gebruikt wordt.